# گروه (چناران)
گروه (چناران)، روستایی از توابع بخش مرکزی شهرستان چناران در استان خراسان رضوی ایران است.
تمام اهالی روستا مسلمان شیعه می‌باشند. زبان مردم فارسی با گویش محلی می‌باشد.
این روستا با روستاهای دلمی و میریجگان و آبگاهی همسایه می‌باشد.
شغل اکثر مردم دامداری و باغداری است. از مهم‌ترین محصولات باغی روستا می‌توان سیب، گردو و گیلاس را نام برد
این روستا دارای مسجد و مدرسه در مقاطع ابتدایی و راهنمایی می‌باشد.
این روستا دارای برق و آب لوله‌کشی است. امکانات مخابرات نیز در چند سال اخیر وارد روستا شده‌است.
دامداران در این روستا به صورت نیمه کوچ زندگی می‌کنند به‌طوری‌که نیمی از بهار و تابستان را در ییلاق و در چادر زندگی می‌کنند و مابقی سال را در روستا به سر می‌برند.
آب و هوای روستا در بهار و تابستان نسبتاً معتدل است اما زمستانهای بسیار سردی دارد.
ساختار روستا از نوع پلکانی کوهپایه‌ای می‌باشد.

## جمعیت
این روستا در دهستان رادکان قرار دارد و براساس سرشماری مرکز آمار ایران در سال ۱۳۸۵، جمعیت آن ۸۳۶ نفر (۱۷۹خانوار) بوده‌است.